# Lybanodes
Lybanodes é um género de coleópteros da família Erotylidae.